# Kentarō Yabuki
Kentarō Yabuki (jap. 矢吹 健太朗, Yabuki Kentarō; * 4. Februar 1980 in Kōchi, Präfektur Kōchi) ist ein japanischer Manga-Zeichner.

## Leben
Er gewann im September 1997 für die Kurzgeschichte Moon Dust den Tenkaichi Manga Shō (矢吹健太朗), einem Preis für Nachwuchscomiczeichner, den das Manga-Magazin Shōnen Jump von 1996 bis 2003 verlieh. Durch diesen Preis bekam er die Möglichkeit, weitere Werke für Shōnen Jump und dessen Schwestermagazine zu zeichnen. Seine erste Veröffentlichung war die Kurzgeschichte Yamato Gensōki, die in der Frühlingsausgabe 1998 des Akamaru Jump-Magazins erschien. 1999 arbeitete Yabuki als Assistent bei Takeshi Obata, als dieser an Hikaru no Go zeichnete.
Man entschied sich, die Kurzgeschichte Yamato Gensōki zu einer Serie zu machen. 1999 erschienen mehrere Kapitel von Yamato Gensōki wöchentlich in Shōnen Jump. Shūeisha brachte diese Kapitel auch in zwei Sammelbänden heraus.
Der Durchbruch kam mit der Manga-Serie Black Cat, die sich aus der Kurzgeschichte Stray Cat entwickelte, die Yabuki 1999 veröffentlicht hatte. Die etwa 3700 Seiten umfassende Kriminalgeschichte erschien zunächst von 2000 bis 2004 in Shōnen Jump und anschließend in 20 Sammelbänden. Diese verkauften sich in Japan ungefähr zwölf Millionen Mal. Black Cat wurde als Anime-Fernsehserie umgesetzt und in mehrere Sprachen übersetzt.
Von April 2006 bis August 2009 lief die Serie Love Trouble. Diese ist, im Gegensatz zu Black Cat, weniger auf Action ausgerichtet, sondern ist eine Romantikkomödie. Zudem arbeitete Yabuki diesmal vor allem an den Zeichnungen, während der Autor Saki Hasemi sich vor allem für die Geschichte verantwortlich zeigte.
Nach dem Ende von Love Trouble veröffentlichte Yabuki im Januar 2010 den One-shot Futagami Double in Shōnen Jump und startete die Veröffentlichung einer Manga-Adaption der Light Novel Reihe Mayoi Neko Overrun! des Autors Tomohiro Matsu im Magazin Jump Square. Die Reihe wechselte im Mai 2010 zum Jump Square-Ablegermagazin Jump SQ.19. Nach der Veröffentlichung des zehnten Kapitels in der Herbstausgabe des Magazins im November 2010 erschienen keine Kapitel der Reihe mehr; erst im August 2011 erklärte Shūeisha offiziell, dass keine Kapitel mehr erscheinen werden und die Reihe somit beendet sei, ohne eine genaue Begründung für das Ende anzugeben.
Unterdessen arbeitete Yabuki seit Oktober 2010 an der Serie Love Trouble Darkness, einer Fortsetzung von Love Trouble. Der Manga wurde in Jump Square veröffentlicht und entstand wie der Vorgänger in Zusammenarbeit mit Saki Hasemi. Im März 2017 wurde der Manga beendet. In ihren Kommentaren im finalen Sammelband von Love Trouble Darkness bekundeten Yabuki und Hasemi Interesse daran, irgendwann in der Zukunft mit einer neuen Veröffentlichung erneut zum Love Trouble-Franchise zurückzukehren.
Ab November 2014 kooperierte Yabuki erneut mit dem Autor Tomohiro Matsu, für dessen neue Light Novel Reihe Hatena Illusion Yabuki die Illustrationen zeichnete. Damit war nach dem vierten Buch der Reihe im November 2015 allerdings Schluss, da Matsu im Mai 2016 verstarb und die Reihe somit unvollendet blieb. Seit August 2019 veröffentlicht Shūeisha unter dem Titel Hatena Illusion R einen Neustart der Reihe, für die Yabuki erneut die Illustrationen beisteuert.
In der Jump Square-Ausgabe vom August 2015 verkündete Yabuki, dass er geheiratet habe.
Yabukis nächstes Projekt war eine Manga-Adaption des Anime Darling in the Franxx, die parallel zum Anime im Januar 2018 startete. Die Serie wurde in Shūeishas Webmagazin Shōnen Jump+ veröffentlicht. Ende Dezember 2018 kündigte Yabuki an, dass sich der Manga fortan stark in eine andere Richtung als der Anime entwickeln würde; Yabuki bezeichnete dies als "das ultimative Was-wäre-wenn-Szenario". Diese Präsentation einer alternative Geschichte sei auch der Grund, warum der Manga auch nach dem Ende des Anime weitergeführt wurde. Der Manga lief für ein weiteres Jahr und wurde schließlich im Januar 2020 beendet.
Seit Juni 2020 arbeitet Yabuki an der Manga-Serie Ayakashi Triangle in Shōnen Jump. Die Serie basiert auf Yabukis One-shot Reo × Leo, den er im Februar 2019 ebenfalls in Shōnen Jump veröffentlicht hatte. Mit Ayakashi Triangle kehrte Yabuki fast 11 Jahre nach dem Ende von Love Trouble mit einer Serie in die Shōnen Jump zurück. Zudem ist die Serie Yabukis erste Serie seit dem Ende von Black Cat im Juni 2004, an der er selbst als Autor arbeitet und die nicht auf einer bereits bestehenden Lizenz basiert.

## Werke
Manga:
- Yamato Gensōki (邪馬台幻想記), 1998–1999, 2 Bände
- Stray Cat, 1999, One-shot
- Black Cat (ブラックキャット, Burakku Kyatto), 2000–2004, 20 Bände
- Trans Boy, 2004, One-shot
- Love Trouble (To LOVEる -とらぶる-, To LOVE-Ru -Toraburu-), 2006–2009, 18 Bände, Text: Saki Hasemi
- Futagami Double (フタガミ☆ダブル, Futagami Daburu), 2009, One-shot
- Mayoi Neko Overrun!, 2010, 2 Bände, Manga-Adaption der gleichnamigen Light Novel Reihe
- Love Trouble Darkness (To LOVEる -とらぶる- ダークネス, To LOVE-Ru -Toraburu- Dākunesu), 2010–2017, 18 Bände, Text: Saki Hasemi
- Darling in the Franxx, 2018–2020, 8 Bände, Manga-Adaption des gleichnamigen Anime
- Reo × Leo (れお×レオ), 2019, One-shot
- Ayakashi Triangle (あやかしトライアングル, Ayakashi Toraianguru), seit 2020

Illustrationen:
- Kaya Kizaki: Jigen Bakuju (時限爆呪), 1999
- Tomohiro Matsu: Hatena Illusion (はてな☆イリュージョン, Hatena Iryūjon), 2014–2015
- Tomohiro Matsu, StoryWorks: Hatena Illusion R (はてな☆イリュージョンR, Hatena Iryūjon R), seit 2019